# W43CA
W43CA（だぶりゅーよんさんしーえー）は、カシオ計算機およびカシオ日立モバイルコミュニケーションズ（現・NECカシオ モバイルコミュニケーションズ）が日本国内向けに開発した、auブランドを展開するKDDIおよび沖縄セルラー電話の携帯電話である。

## 特徴
2005年に発売されたCDMA 1X端末A5512CAのコンセプトを引き継ぎ、パケット料金定額制のCDMA 1X WIN機種として登場した。EZチャンネルプラスやEZニュースフラッシュ、デコレーションメールといったサービスに対応している。丸窓の背面ディスプレイや、全体的なデザインも丸みを帯びているなど外観はA5512CAの特徴を受け継いでいる。カメラには手ぶれ軽減機能が新たに追加された。
また、Heart Craftと呼ばれる、使い心地の良さや楽しさに重点を置いたCASIO独自のデザインコンセプトを提唱しており、待ち受け画面やメニュー画面にて、時間帯、電池残量、さらにはクリスマス前といった状態に応じて多くのアニメーションパターンが用意されている。待ち受け画面に登場するキャラクターには、A5512CAやW41CAで登場したアデリーペンギンや「顔（かおクン）」、マトリョーシカなどが再登場し、全体として和やかさやかわいらしさを感じる世界観で統一している。

## 沿革
- 2006年8月28日 KDDIより発表。
- 2006年9月21日 順次発売。

## 対応サービス
- EZチャンネルプラス
- EZニュースフラッシュ
- デコレーションメール
- PCサイトビューアー
- au LISTEN MOBILE SERVICE
- 着うたフル
- Hello Messenger
- EZナビウォーク (声de入力)
- EZ助手席ナビ
- EZ・FM
- EZ FeliCa
- 赤外線通信
- バックグラウンド受信
- SD-Audio(AAC)
- SD-Video
- 安心ナビ
- モバイル辞典
  - デイリーコンサイス英和辞典
  - デイリーコンサイス和英辞典
  - デイリーコンサイス国語辞典
  - 英会話とっさのひとこと辞典
  - ビジネスキーワード
  - スポーツ用語辞典

## 不具合
2007年3月29日に以下の不具合の修正がケータイアップデートにより行われた。
- au ICカードの情報を読み込み中に電源の再起動を繰り返す場合がある